# Noaide

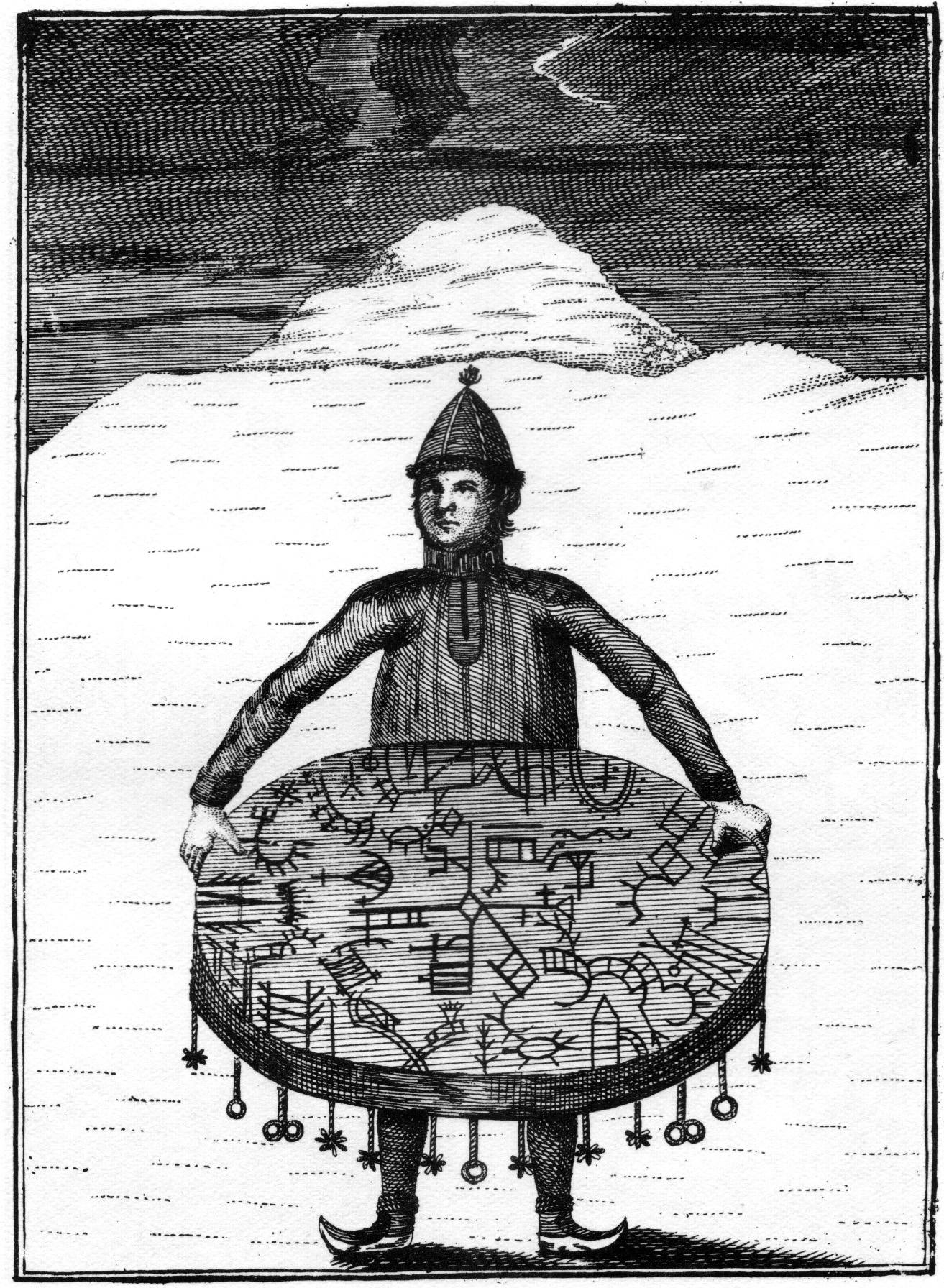
Ilustración que representa a un chamán sami con su tambor

Un Noaide o Noaydde [no'aydeh] es un Chamán o personaje equivalente a un druida en el pueblo sami de los países nórdicos, siendo un personaje muy presente en la mitología lapona; representando generalmente una religión indígena de la naturaleza. 

## Descripción
Se dice que el noaide tiene el papel de mediador entre los seres humanos y los dioses. Para emprender esta mediación el noaide se comunica con los dioses, hacer preguntas y después es informado en cuanto a qué sacrificio necesita ser hecho por el o por persona que necesita volver a tener buena salud, o ser acertado en su caza para el alimento, y uniforme para el buen tiempo. 
Los sacrificios son diseñados por el noaide para restablecer el equilibrio entre los mundos mortales e inmortales. Sus actividades incluyeron a gente curativa, tomar decisiones y proteger al reno -fuente más importante de alimento en el pueblo lapón, y también fue utilizado para pago de tributos. El noaide además podía atender cualquier clase de asunto que exigiera la sabiduría a cambio de recibir por para sus servicios. 
La mayoría de las prácticas de los noaides terminaron durante el  siglo XVII, muy probablemente porque resistió a la corona; siendo sus acciones referidas en las cortes como magia o brujería.
Un asunto de la investigación ha sido si el concepto sami noaide deriva del  finlandés noita o viceversa. Sin embargo, los noaides se han remontado solamente en la cultura sami y no finesa.